# 西小牧站
西小牧站（日语：／ Nishi Komaki eki */?）是位於愛知縣小牧市櫻井本町，名古屋鐵道小牧線岩倉支線的鐵道車站（廢站）。

## 歷史
在1946年（昭和21年）11月5日，此站於新線上啟用。在1964年（昭和39年）4月26日，該線廢除時此站也被廢除。在廢除後，作為替代措施，便於小牧線（舊・大曾根線）開設新的小牧口站。
- 1946年（昭和21年）11月5日 - 車站啟用。在車站啟用時己經為無人車站[3]。
- 1964年（昭和39年）4月26日 - 路線廢除，此站也被廢除[4]。

## 相鄰車站
名古屋鐵道
小牧線 岩倉支線
小針－西小牧－小牧

## 注腳
1. ↑  名古屋鉄道 (编). . 1961: 697. ASIN B000JAMKU4 （日语）.
2. ↑  清水武. . 洋泉社. 2016: 229. ISBN 978-4-8003-0800-9 （日语）.
3. ↑  名古屋鉄道広報宣伝部（編）. . 名古屋鉄道. 1994: 886 （日语）.
4. ↑  名古屋鉄道広報宣伝部（編）. . 名古屋鉄道. 1994: 1014 （日语）.